# Otto Krueger
Otto Krueger (* 7. September 1890 in Wolhynien, Russisches Kaiserreich; † 6. Juni 1963 in Lodi, Kalifornien) war ein US-amerikanischer Politiker. Zwischen 1953 und 1959 vertrat er den ersten Wahlbezirk des Bundesstaates North Dakota im US-Repräsentantenhaus.

## Frühe Jahre
Otto Krueger wurde als Sohn deutscher Eltern in Wolhynien geboren und besuchte russische und deutsche Schulen. Im Jahr 1910 kam er in die Vereinigten Staaten, wo er sich in Fessenden in North Dakota niederließ. Dort setzte er seine Schulausbildung an den örtlichen Schulen, an der Handelsschule in Fargo und in Great Falls (Montana) fort. Während des Ersten Weltkriegs war er ab April 1918 Soldat einer Infanterieeinheit der US-Armee. Krueger blieb bis Mai 1919 in der Armee.

## Politischer Aufstieg
Otto Krueger wurde Mitglied der Republikanischen Partei. Zwischen 1920 und 1940 war er Leiter des Rechnungshofes (County Auditor) im Wells County. Im Jahr 1945 war er kurzzeitig Finanzminister von North Dakota und zwischen 1946 und 1951 war er Versicherungsbeauftragter (State Insurance Commissioner) dieses Staates. In den Jahren 1951 und 1952 leitete er die Haushaltskommission. Außerdem arbeitete er von 1922 bis 1940 bei der Schulverwaltung von Fessenden. Von 1948 bis 1952 war er Schatzmeister der Republikaner in North Dakota.

## Krueger im Kongress
Bei den Kongresswahlen des Jahres 1952 wurde Krueger für den ersten Wahlbezirk von North Dakota in das US-Repräsentantenhaus gewählt. Dort löste er am 3. Januar 1953 Fred George Aandahl ab. Nachdem er in den folgenden Jahren jeweils wiedergewählt worden war, konnte er bis zum 3. Januar 1959 drei Legislaturperioden im Kongress absolvieren. Im Jahr 1958 wurde er von seiner Partei nicht mehr für eine Wiederwahl nominiert. Sein Mandat ging an Don L. Short.
Nach dem Ende seiner politischen Tätigkeit zog Otto Krueger im Jahr 1959 nach Lodi in Kalifornien. Dort arbeitete er als Buchhalter und Farmer, bis er im Jahr 1963 verstarb.